# Moonlight Whispers
Pour plus de détails, voir Fiche technique et Distribution.
Moonlight Whispers (月光の囁き, Gekkō no sasayaki) est un film japonais réalisé par Akihiko Shiota, sorti en 1999.

## Fiche technique
- Titre original : 月光の囁き (Gekkō no sasayaki?)
- Titre français : Moonlight Whispers[1]
- Réalisation : Akihiko Shiota
- Scénario : Yōichi Nishiyama et Akihiko Shiota d'après le manga de Masahiko Kikuni
- Photographie : Shigeru Komatsubara
- Musique : Shinsuke Honda
- Production : Masaya Nakamura, Hiroyuki Negishi, Nobutsugu Tsubomi et Toshihiro Ōsato
- Pays d'origine : Japon
- Format : Couleurs - 1,85:1
- Genre : drame
- Durée : 100 minutes
- Date de sortie : 1999

## Distribution
- Kenji Mizuhashi : Takuya Hidaka
- Tsugumi : Satsuki Kitahara
- Kōta Kusano : Tadashi Uematsu
- Harumi Inoue : Shizuka Kitahara